# Протопорфириноген IX
Протопорфириноген IX это предшественник Протопорфирина IX. Обратитесь к статье Порфирины для получения дополнительной информации о его значении в биохимических реакциях.